# Vaccinium carlesii
Vaccinium carlesii är en ljungväxtart som beskrevs av Stephen Troyte Dunn. Vaccinium carlesii ingår i Blåbärssläktet, och familjen ljungväxter. Inga underarter finns listade i Catalogue of Life.